# 福知山市佐藤太清賞公募美術展
福知山市佐藤太清賞公募美術展（ふくちやましさとうたいせいしょうこうぼびじゅつてん）は福知山市と福知山市佐藤太清記念美術館が主催する絵画と日本画の公募展である。管理・運営事務局はファイル21。

## 概要
京都府福知山市出身の佐藤太清は、1992年に文化勲章を受章した日本画家である。佐藤は生前、自らの画業のみならず後進の育成に心血を注いだ。福知山市はその佐藤の功績を称えると同時にその志を受け継ぐために開始されたのが佐藤の名を冠する当公募美術展であり、公式サイトによれば「21世紀の芸術文化を担う人材の育成」を目的としており、高校生から大学生にかけての年齢層を中心とした絵画作品の一般公募美術展覧会である。
第1回は佐藤存命中の2002年に開催された。
福知山市での授賞式後に5会場を巡回する。
応募作品は全国から集まり、毎年、様々な経歴を持つ受賞者があらわれる事から、美術界では若手の登竜門として注目されている。
2008年より、アークヒルズにおいて受賞者作品のパネル展示を行っている。

## 主な審査員
- 絹谷幸二洋画家（独立美術協会） - 日本芸術院会員、東京芸術大学教授
- 中路融人日本画家（日展） - 日本芸術院会員
- 福田千惠日本画家（日展） - 日本芸術院会員
- 草薙奈津子 - 美術評論家平塚市美術館館長
- 大矢鞆音 - 美術評論家
- 畑智子 - 京都文化博物館学芸課長
- 安田晴美  - 福知山市佐藤太清記念美術館顧問

絵画に関わる専門家が各分野から集まり審査が行われる。

## 巡回展会場
- 福知山会場（福知山市厚生会館）
  - 福知山市佐藤太清記念美術館（上位入賞作品のみ展示）
- 横浜会場（横浜赤レンガ倉庫1号館）
- 東京会場（板橋区立グリーンホール）
- 京都会場（京都文化博物館）
- 名古屋会場（名古屋市民ギャラリー矢田）